# 김경원 (농구 선수)
김경원(1996년 5월 17일 ~)은 한국프로농구 안양 KGC인삼공사 소속 농구 선수이다. 2019년 KBL 드래프트에서 전체 2순위로 안양 KGC인삼공사에 지명되었다.

## 학력
- 동산초등학교
- 대경중학교
- 경복고등학교
- 연세대학교

## 경력
- 2019년 ~ 현재 : 안양 KGC인삼공사 (2019년 1라운드 2순위)